# Tambora (musica)
La tambora è un effetto fonico-timbrico, che si utilizza principalmente per la chitarra classica. Tale effetto si ottiene con un colpo sulle corde vicino al ponte producendo così un suono a percussione. I procedimenti per realizzarlo sono due:
1. Si colpiscono le corde che compongono l'accordo, con le dita indice, medio e anulare della mano destra ben tese
2. si esegue la medesima operazione con la parte sinistra del pollice della mano destra.